# Per Thorén
Per Ludvig Julius Thorén, född 26 januari 1885 i Jakobs församling i Stockholm, död 5 januari 1962 Oscars församling i Stockholm, var en svensk konståkare. Han blev olympisk bronsmedaljör i London 1908. 
Per Thorén är begravd på Norra begravningsplatsen utanför Stockholm.